# Tipula hermes
Tipula hermes är en tvåvingeart som beskrevs av Günther Theischinger 1977. Tipula hermes ingår i släktet Tipula och familjen storharkrankar.
Artens utbredningsområde är Marocko. Inga underarter finns listade i Catalogue of Life.